# Juan Bautista de Anza
Juan Bautista de Anza Bezerra Nieto, född i Fronteras, Sonora, Mexiko i juli 1736, död 19 december 1788 i Arizpe, Sonora var en spansk yrkesmilitär och guvernör över provinsen Nuevo México.

## Officer i kolonialarmén
De Anza föddes i en officersfamilj och tog själv anställning i den spanska kolonialarmén 1752. Han avancerade till kapten 1760. Hans tjänstgöring som officer kom att innebära kontinuerliga strider mot fientligt inställda indianer, främst apacher och comancher. Genom åren förvärvade han för sina landsmän ovanliga insikter i det indianska sättet att resonera och prioritera. 
De Anza ledde 1774 en liten spansk expedition till Alta California och genomförde uppdraget så väl att han befordrades till överstelöjtnant. Han fick också direkt ett nytt uppdrag: att omgående leda en kolonisationsexpedition till Alta California. Spanien fruktade nämligen att ryssarna skulle kolonisera nordligaste delen av området och ville hinna före dem.
Även den andra av de Anza ledda expeditionen 1775-76 blev framgångsrik och de Anza hade vid det laget grundlagt ett rykte som den man skulle anlita om man ville ha något konkret uträttat inom de av fientliga indianer behärskade områdena. 

## Guvernör
I augusti 1777 utnämndes de Anza till guvernör över den spanska provinsen Nuevo México och en av hans första åtgärder i tjänsten var att ta itu med det s.k. "apacheproblemet". Det bestod i att penatekacomancherna, som i praktiken sedan 1759 totalt behärskade Texas, genom sin aggressiva regim i den s.k. comancherian och dess närmaste omgivning tvingat lipanapacherna att retirera rätt upp i de spanska bosättningarna. Det innebar 5 000 frustrerade och arga apachekrigare kring de relativt små spanska militärenheterna vid Rio Grande. Den spanska generalguvernören Teodoro de Croix tvingades 1777-78 kalla Nya Spaniens bebyggare till tre stora konferenser gällande "apacheproblemet". Den ansvarige spanske utredaren Marqués de Rubí rekommenderade "den franska metoden", en allians med comancherna och Wichita-konfederationen som syftade till ett "utrotningskrig" mot apacherna.
De Anza följde rekommendationen men han vidareutvecklade idén och använde den i båda riktningarna. Först anföll han 1779-84 ett flertal gånger comancherna tillsammans med frivilliga från stammar som var fientligt inställda mot dem, främst lipanapacher och uter. Men när comancherna 1785 erbjöd de Anza fred accepterade han med villkoret att comancherna skulle hjälpa honom att förinta lipanapacherna.

## Fredsmäklare
Den varaktiga separatfred som åstadkoms mellan comancherna och provinsen Nuevo México 1786 var uteslutande de Anzas personliga verk. Han hade i egenskap av stor krigshövding satt sig i respekt hos motståndaren och utöver de närmast berörda kwahadicomancherna hade också nästan samtliga yampareka- och kotsotekahövdingar hörsammat hans kallelse till fredsförhandlingarna för att sluta fred med "de Anzas folk", inte med spanjorerna.
Det var denna märkliga separatfred som skapade comancheros, en mytomspunnen grupp mexikaner som handlade med comancherna och kunde komma och gå som de behagade i comancherian. Comancherna deltog fr o m 1786 och så länge det spanska väldet varade i spanska utrensningsaktioner mot apacherna i New Mexico. Sista gången en sådan gemensam aktion ägde rum var 1810, d.v.s. 22 år efter de Anzas död.

## Utmärkelser
Asteroiden 2061 Anza är uppkallad efter honom.